# (3522) Becker
(3522) Becker es un asteroide perteneciente al cinturón de asteroides, descubierto el 21 de septiembre de 1941 por Yrjö Väisälä desde el Observatorio de Iso-Heikkilä, en Turku, Finlandia.

## Designación y nombre
Designado provisionalmente como 1941 SW. Fue nombrado Becker en honor al escritor y filólogo finlandés Reinhold von Becker.